# Mkapa-Brücke
Die Mkapa-Brücke, auch Rufiji-Brücke, ist eine Straßenbrücke in Tansania, welche die der Küste entlang führende Fernstraße B2 von Daressalaam nach Mtwara über den Rufiji-Fluss führt, gilt als eine der längsten Brücken Afrikas. Die 970 m lange Balkenbrücke aus Stahlbeton wurde am 2. August 2003 durch den damaligen Präsident von Tansania, Benjamin Mkapa, eingeweiht und trägt auch dessen Namen. Sie dient der besseren Erschließung des landwirtschaftlich geprägten Südens von Tansania, der mit der Brücke und der zugehörigen Fernstraße eine direkte Verbindung zur Hauptstadt erhält, wo die landwirtschaftlichen Produkte der Region besser vermarktet werden können, scheint aber auch den Raubbau an den Wäldern durch chinesische Gesellschaften zu begünstigen. Das 30 Millionen US-Dollar teure Bauwerk wurde vom Kuwait Fund, der OPEC und von Saudi-Arabien finanziert.
Bereits nach sechs Monaten wurden Teile des Brückengeländers von Altmetalldieben entwendet, so dass die Brücke von der Polizei bewacht werden muss. Vier Jahre nach der Fertigstellung traten Risse am Bauwerk auf, die eine Erneuerung erforderlich machten.